# Vittorio Caprioli
Vittorio Caprioli (15 de agosto de 1921 – 2 de octubre de 1989) fue un actor, director y guionista cinematográfico de nacionalidad italiana. Actuó en 109 filmes entre 1946 y 1990.

## Biografía
Nacido en Nápoles, Italia, Vittorio Caprioli entró temprano en la Academia Nacional de Arte Dramático de Roma, donde se graduó, iniciando inmediatamente en 1942 una carrera teatral en la compañía Carli-Racca con una pieza de William Saroyan, actuando  junto a Vittorio De Sica, Nino Bezossi y Vivi Gioi. Desde su primera actuación muestra una cierta amargura, ironía e, incluso, agresividad, rasgos que irán in crescendo a lo largo de su carrera de actor.
En 1945 inició su colaboración con la Radiotelevisione Italiana, trabajando a menudo con Luciano Salce, realizando programas como revistas y variedades. Algunas de dichas transmisiones fueron Lo Schiaccianoci (1952), Le donne di James Thurber (1953, de Raffaele La Capria, con dirección de Giandomenico Giagni) y Courteline all'italiana (1954, dirigida por Luciano Mondolfo). 
Caprioli pasó después a la compañía del Piccolo Téatro de Milán, con el cual, en 1948, participó, bajo la dirección de Giorgio Strehler, en la pieza de William Shakespeare, La tempestad, y en 1949 en la de Carlo Gozzi Il corvo.
En los inicios de la década de 1950 fue contratado para trabajar con Alberto Bonucci y Gianni Cajafa en la comedia musical Carosello napoletano, dirigida por Ettore Giannini, y que tres años más tarde fue llevada a la gran pantalla.
También actuó en revistas y en comedias musicales, y en 1950, un año excepcional en su carrera, fundó con los actores Alberto Bonnucci y Franca Valeri (con la que después se casó) Teatro dei Gobbi, en el cual propusieron espectáculos sutilmente satíricos, actuando en piezas espontáneas y desprovistas de textos escritos. Con su esposa y con Salce en 1955 escribió e interpretó en la radio La zuccheriera.
Caprioli actuó por vez primera en el cine en el film de Giacomo Gentilomo O sole mio (1946). Sin embargo, la mayoría de las filmografías sitúan su verdadero debut en el cine en la primera producción de Federico Fellini con Alberto Lattuada, Luces de variedades, en la cual interpretó, bajo el nombre de Caprioli, un número cómico en un night-club.
Después participó en la que fue la última cinta de Stan Laurel y Oliver Hardy, Atollo K, de Léo Joannon. En esa época Caprioli se dividía entre el teatro, en el que llenaba las salas, y el cine, con papeles todavía modestos, pero de calidad, como en Carosello napolitano y, sobre todo, en Zazie dans le métro, de Louis Malle (1960).
Mientras tanto, actuó en la obra de Samuel Beckett Esperando a Godot, y llevó a cabo su primer contacto con la dirección con La Catacombe, con guion escrito por su mujer, Franca Valeri. En 1961 dirigió su primer film Leoni al sole, película en la que también actuaba. 
Dirigió en 1970 una película con un destacado guion, Splendori et miserie di Madame Royal, en el cual se explora con sensibilidad e inteligencia el medio homosexual.
Ocasionalmente se dejó tentar por la televisión, participando en el show de variedades Le divine y actuando en Il borghese e il gentiluomo, pero nunca llegó a querer mucho a la pequeña pantalla ("Sufro mucho por la ausencia del público, al que considero parte integrante e insustituible del espectáculo en el que participó"). En la década de 1960 trabajó en Idillio villereccio, producción dirigida por Antonello Falqui, y en 1972 intervino en Una serata con Vittorio Caprioli.
Caprioli continuó frecuentando los micrófonos radiofónicos, participando en emisiones de obras como La bugiarda (de Diego Fabbri, 1975, con dirección de Andrea Camilleri) y I parenti terribili (de Jean Cocteau, 1986, dirección de Sandro Rossi), y presentando algunas producciones, entre ellas L'intercettatore (1980). 
En sus últimos años volvió al teatro, interpretando, entre otras piezas, La bottega del caffè (de Carlo Goldoni), I ragazzi irresistibili (de Neil Simon), y Seis personajes en busca de un autor (de Luigi Pirandello). Precisamente representando esta última obra, en 1989, Caprioli sufrió un ataque cardiaco, falleciendo a causa del mismo en Nápoles.

## Filmografía

### Actor
- O sole mio, de Giacomo Gentilomo (1945)
- Manù il contrabbandiere, de Lucio De Caro (1947)
- Luces de variedades, de Alberto Lattuada y Federico Fellini (1950)
- Parigi è sempre Parigi, de Luciano Emmer (1951)
- Atollo K, de Leo Joannon (1951)
- Totò a colori, de Steno (1952)
- Solo per te, Lucia, de Franco Rossi (1952)
- Marito e moglie, de Eduardo De Filippo (1952)
- Febbre di vivere, de Claudio Gora (1953)
- Carosello napoletano, de Ettore Giannini (1953)
- Buonanotte... avvocato!, de Giorgio Bianchi (1955)
- La legge, de Jules Dassin (1958)
- Zazie nel metrò, de Louis Malle (1959)
- Il generale Della Rovere, de Roberto Rossellini (1959)
- Arrangiatevi!, de Mauro Bolognini (1959)
- Cinque ore in contanti, de Mario Zampi (1960)
- A porte chiuse, de Dino Risi (1961)
- Il giorno più corto, de Sergio Corbucci (1962)
- I giorni contati, de Elio Petri (1962)
- Parigi o cara, de Vittorio Caprioli (1962)
- Desideri nel sole, de Jacques Rozier (1963)
- I maniaci, de Lucio Fulci (1964)
- Le voci bianche, de Massimo Franciosa y Pasquale Festa Campanile (1964)
- La donna è una cosa meravigliosa, de Mauro Bolognini (1964)
- Amore facile, episodio Il vedovo bianco, de Gianni Puccini (1964)
- Una vergine per il principe, de Pasquale Festa Campanile (1965)
- Io, io, io... e gli altri, de Alessandro Blasetti (1965)
- Ischia operazione amore, de Vittorio Sala (1966)
- Adulterio all'italiana, de Pasquale Festa Campanile (1966)
- Il marito è mio e l'ammazzo quando mi pare, de Pasquale Festa Campanile (1966)
- La ragazza del bersagliere, de Alessandro Blasetti (1967)
- Bersaglio mobile, de Sergio Corbucci (1967)
- Le dolci signore, de Luigi Zampa (1967)
- Come imparai ad amare le donne, de Luciano Salce (1967)
- Assicurasi vergine, de Giorgio Bianchi (1967)
- La violenza e l'amore - Il mito dell'uomo, de Adimaro Sala (1968)
- La matriarca, de Pasquale Festa Campanile (1968)
- Nel giorno del Signore, de Bruno Corbucci (1970)
- L'automobile, de Alfredo Giannetti (1970)
- Trastevere, de Fausto Tozzi (1971)
- Roma bene, de Carlo Lizzani (1971)
- Er più - Storia d'amore e di coltello, de Sergio Corbucci (1971)
- Ettore lo fusto, de Enzo Girolami Castellari (1971)
- Messalina, Messalina!, de Bruno Corbucci (1971)
- Crepa padrone, tutto va bene, de Jean Pierre Gorin y Jean-Luc Godard (1972)
- Una giornata spesa bene, de Jean-Louis Trintignant (1972)
- Poppea, una prostituta al servizio dell'impero, de Alfonso Brescia (1972)
- Il boss, de Fernando Di Leo (1972)
- Anche se volessi lavorare, che faccio?, de Flavio Mogherini (1972)
- Io e lui, de Luciano Salce (1973)
- Giovannona Coscialunga disonorata con onore, de Sergio Martino (1973)
- Paolo il caldo, de Marco Vicario (1973)
- Quando le donne si chiamavano madonne, de Aldo Grimaldi (1973)
- La colonna infame, de Nelo Risi (1973)
- Le Magnifique, de Philippe de Broca (1974)
- Innocenza e turbamento, de Massimo Dallamano (1974)
- Di mamma non ce n'è una sola, de Alfredo Giannetti (1974)
- Il poliziotto è marcio, de Fernando Di Leo (1974)
- L'erotomane, de Marco Vicario (1974)
- La governante, de Giovanni Grimaldi (1974)
- Ci son dentro fino al collo..., de Claude Zidi (1974)
- La città sconvolta: caccia spietata ai rapitori, de Fernando Di Leo (1975)
- Un letto in società, de Michel Boisrond (1975)
- Il messia, de Roberto Rossellini (1975)
- L'ammazzatina, de Ignazio Dolce (1975)
- I baroni, de Gian Paolo Lomi (1975)
- L'affittacamere, de Mariano Laurenti (1976)
- Ab morgen sind wir reich und ehrlich, de Franz Antel (1976)
- Mister Scarface, de Fernando Di Leo (1976)
- L'ala o la coscia?, de Claude Zidi (1976)
- La presidentessa, de Luciano Salce (1977)
- Grazie tante - arrivederci, de Mauro Ivaldi (1977)
- Diamanti sporchi di sangue, de Fernando Di Leo (1978)
- Avere vent'anni, de Fernando Di Leo (1978)
- Il malato immaginario, de Tonino Cervi (1979)
- Café Express, de Nanni Loy (1980)
- La tragedia di un uomo ridicolo, de Bernardo Bertolucci (1981)
- Prima che sia troppo presto, de Enzo De Caro (1981)
- Più bello di così si muore, de Pasquale Festa Campanile (1982)
- Il petomane, de Pasquale Festa Campanile (1983)
- Cenerentola '80, de Roberto Malenotti (1983)
- Uno scandalo per bene, de Pasquale Festa Campanile (1984)
- Roba da ricchi, de Sergio Corbucci (1987)
- I picari, de Mario Monicelli (1987)
- Una botta di vita, de Enrico Oldoini (1989)
- Tutta colpa della Sip, de Gianfranco Bullo (1988)
- La posta in gioco, de Sergio Nasca (1988)
- L'ultima scena, de Nino Russo (1989)
- Il male oscuro, de Mario Monicelli (1989)

### Director y guionista
- Leoni al sole (1961)
- Parigi o cara (1962)
- I cuori infranti, episodio La manina di Fatma (1963)
- Scusi, facciamo l'amore? (1967)
- Splendori e miserie di Madame Royale (1970)
- Vieni, vieni amore mio (1975)
- Stangata napoletana (1983)

## Radio
- Diario di una ragazza delusa, de Luciano Salce y Vittorio Caprioli, dirección de Franco Rossi. 27 de noviembre de 1945.
- Le donne di James Thurger, de Raffaele La Capria, con Vittorio Caprioli, Franca Valeri y Alberto Bonucci. Dirección de Gian Domenico Giagni, 10 de agosto de 1956.
- Sulle spiagge della luna, de y con Luciano Salce, Franca Valeri y Vittorio Caprioli. Orquesta de Armando Trovajoli, 1957.